# Samuel Ruiz García
Samuel Ruiz García (* 3. November 1924 in Irapuato, Bundesstaat Guanajuato, Mexiko; † 24. Januar 2011 in Mexiko-Stadt) war ein mexikanischer römisch-katholischer Geistlicher und Bischof von San Cristóbal de las Casas sowie Friedensaktivist. Er galt als Verteidiger der Rechte der indigenen Ureinwohner Mexikos, der Maya.

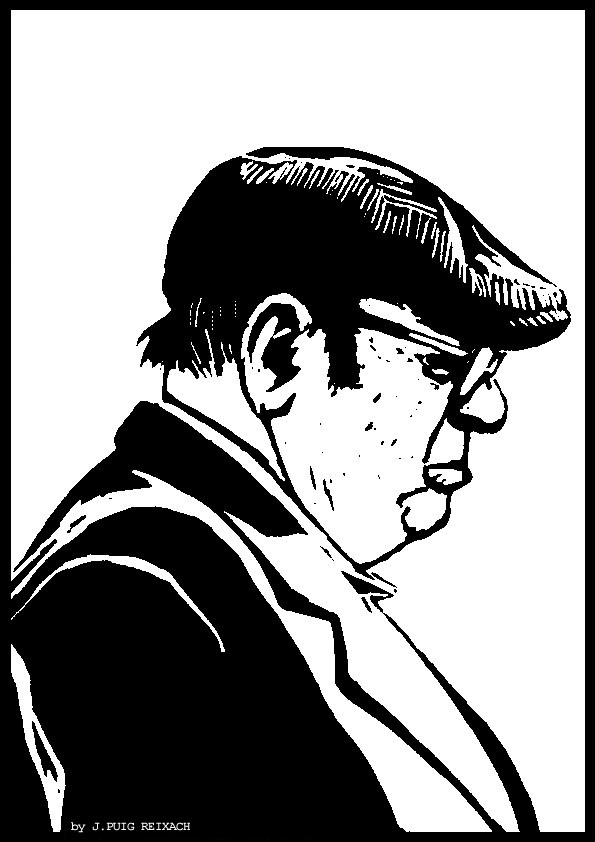
Samuel Ruiz García [ digital illustration

## Leben
Samuel Ruiz García, Sohn von Mestizen, empfing nach Beendigung seines theologischen und philosophischen Studiums an der Päpstlichen Universität Gregoriana in Rom und anschließender Promotion in Theologie und Bibelwissenschaften am 2. April 1949 in Rom die Priesterweihe. Er war Professor und Rektor des Priesterseminars in León.
Am 14. November 1959 wurde Samuel Ruiz García durch Papst Johannes XXIII. zum Bischof des in indigenem Gebiet gelegenen südmexikanischen Bistums Ciudad Real de Chiapas (1964 in San Cristóbal de Las Casas umbenannt) ernannt. Die Bischofsweihe spendete ihm der Bischof von León, Manuel Martín del Campo Padilla, am 25. Januar 1960. Mitkonsekratoren waren der Erzbischof von Durango, Lucio Torreblanca y Tapia, und der Bischof von Tehuantepec, José de Jesús Clemens Alba Palacios.
Samuel Ruiz García war Konzilsvater aller vier Sitzungsperioden des Zweiten Vatikanischen Konzils. Unter dem Eindruck des Konzils nahm er sich vorrangig der armen, entrechteten und verachteten Indigenen an. Er förderte die Ausbildung selbstbewusster indigener Katecheten und Diakone, die zu Sprechern ihrer Gemeinschaften wurden.
Ruiz García war von 1965 bis 1970 Präsident der Kommission für die Ureinwohner Mexikos in der Mexikanischen Bischofskonferenz (Conferencia del Episcopado Mexicano). 1970 wurde er Präsident der Missionsabteilung der Lateinamerikanischen Bischofskonferenz (CELAM). Er gründete 1974 den Nationalen Kongress der Ureinwohner Mexikos und 1988 das Zentrum für Menschenrechte „Fray Bartolomé de las Casas“ als Interessenvertretung der Ureinwohner und Einwohner von Chiapas gegen die Gewalt. 1992 wurde er Präsident des Secretariado Internacional Cristiano de Solidaridad con América Latina (SICSAL). Von 1994 bis 1998 engagierte sich Samuel Ruiz García als Präsident der Nationalen Vermittlungskommission CONAI (Comisión Nacional de Intermediación).
Samuel Ruiz starb an den Folgen einer arteriellen Hypertonie und Diabetes. Der mexikanische Präsident Felipe Calderón sagte, Bischof Ruiz’ Tod „stellt einen großen Verlust für Mexiko dar“.

## Wirken
40 Jahre lang setzte er sich für die Rechte der indigenen Ureinwohner Mexikos ein und galt als Nachfolger des Dominikanerbischofs Bartolomé de Las Casas, der bereits im 16. Jahrhundert für die Rechte der Ureinwohner eintrat. Mit seinem Engagement zog er sich den Zorn und Hass der Großgrundbesitzer zu, die ihn den „roten Bischof“ oder „Vaterlandsverräter“ nannten. Neben den Vorwürfen der Kirche, durch seine Unterstützung der Befreiungstheologie den Glauben zu verfälschen, gab es verschiedene Morddrohungen und Attentate auf ihn.
Er war Mitglied und zwischenzeitlich auch Präsident der Nationalen Vermittlungskommission CONAI (Comisión Nacional de Intermediación) und vermittelte von 1994 bis 1998 – sogar unter Einsatz eines Hungerstreiks – im Konflikt zwischen der mexikanischen Regierung, dem Militär und der indigenen Zapatistischen Nationalen Befreiungsarmee sowie den Ureinwohnern im Bundesstaat Chiapas. Dennoch blieb er bis ins Jahr 2000 Bischof, ohne von dem Ziel abzulassen, den Unterdrückten zu helfen. Ruiz García, der vier Maya-Sprachen sprach, war ein scharfer Kritiker des Neoliberalismus und der Lage der Menschenrechte in Mexiko.
Samuel Ruiz García wurde 1994, 1995 und 1996 für den Friedensnobelpreis vorgeschlagen.

## Ehrungen und Auszeichnungen
- Pacem in Terris Award (1996)
- Martin Ennals Award (1997)
- Romero-Preis (1999) von „Sei so frei“, der entwicklungspolitischen Aktion der Katholischen Männerbewegung
- Simón-Bolívar-Preis der UNESCO (2000)
- Internationaler Nürnberger Menschenrechtspreis (2001)
- Niwano-Friedenspreis (2002)